# The Jimi Hendrix Experience (box set)
The Jimi Hendrix Experience – pośmiertnie wydany box set Jimiego Hendriksa, zawierający niewydane wcześniej nagrania studyjne i koncertowe, a także alternatywne wersje utworów. W 2013 ukazała się reedycja albumu zawierająca 4 dodatkowe kompozycje.

## Lista utworów
Autorem wszystkich utworów, chyba że zaznaczono inaczej jest Jimi Hendrix.
| CD1 | CD1                                                              | CD1     |
| Nr  | Tytuł utworu                                                     | Długość |
| --- | ---------------------------------------------------------------- | ------- |
| 1.  | „Purple Haze”                                                    | 3:26    |
| 2.  | „Killing Floor” (Burnett)                                        | 3:05    |
| 3.  | „Hey Joe” (Roberts)                                              | 2:52    |
| 4.  | „Foxy Lady”                                                      | 3:27    |
| 5.  | „Highway Chile”                                                  | 3:40    |
| 6.  | „Hey Joe” (Roberts)                                              | 3:06    |
| 7.  | „Title #3”                                                       | 2:12    |
| 8.  | „Third Stone from the Sun”                                       | 9:18    |
| 9.  | „Taking Care of No Business”                                     | 3:42    |
| 10. | „Here He Comes (Lover Man)”                                      | 3:02    |
| 11. | „Burning of the Midnight Lamp”                                   | 1:30    |
| 12. | „If 6 Was 9”                                                     | 5:57    |
| 13. | „Rock Me Baby” (King, Josea)                                     | 3:20    |
| 14. | „Like a Rolling Stone” (Dylan)                                   | 6:52    |
| 15. | „Burning of the Midnight Lamp” (Reedycja z 2013)                 | 3:58    |
| 16. | „The Stars That Play With Laughing Sam's Dice” (Reedycja z 2013) | 4:17    |
|     |                                                                  | 1:03:44 |

| CD2 | CD2                                                        | CD2     |
| Nr  | Tytuł utworu                                               | Długość |
| --- | ---------------------------------------------------------- | ------- |
| 1.  | „Sgt. Pepper’s Lonely Hearts Club Band” (Lennon/McCartney) | 1:51    |
| 2.  | „Burning of the Midnight Lamp”                             | 4:06    |
| 3.  | „Little Wing”                                              | 3:23    |
| 4.  | „Little Miss Lover”                                        | 2:21    |
| 5.  | „The Wind Cries Mary”                                      | 4:11    |
| 6.  | „Catfish Blues” (Petway)                                   | 5:26    |
| 7.  | „Bold as Love”                                             | 7:09    |
| 8.  | „Sweet Angel”                                              | 4:12    |
| 9.  | „Fire”                                                     | 2:43    |
| 10. | „Somewhere”                                                | 3:48    |
| 11. | „Have You Ever Been (To Electric Ladyland)”                | 1:28    |
| 12. | „Gypsy Eyes”                                               | 3:43    |
| 13. | „Room Full of Mirrors”                                     | 1:26    |
| 14. | „Gloria” (Morrison)                                        | 8:53    |
| 15. | „Peace in Mississippi” (Reedycja z 2013)                   | 7:15    |
| 16. | „It’s Too Bad”                                             | 8:52    |
| 17. | „Star Spangled Banner” (Traditional)                       | 4:12    |
|     |                                                            | 1:14:59 |

| CD3 | CD3                                              | CD3     |
| Nr  | Tytuł utworu                                     | Długość |
| --- | ------------------------------------------------ | ------- |
| 1.  | „Stone Free”                                     | 3:43    |
| 2.  | „Like a Rolling Stone” (Dylan - reedycja z 2013) | 10:39   |
| 3.  | „Spanish Castle Magic”                           | 5:50    |
| 4.  | „Hear My Train a Comin’”                         | 6:58    |
| 5.  | „Room Full of Mirrors”                           | 7:56    |
| 6.  | „I Don’t Live Today”                             | 6:33    |
| 7.  | „Little Wing”                                    | 3:16    |
| 8.  | „Red House”                                      | 13:07   |
| 9.  | „Purple Haze”                                    | 4:03    |
| 10. | „Voodoo Child (Slight Return)”                   | 7:53    |
| 11. | „Izabella”                                       | 3:40    |
|     |                                                  | 1:13:38 |

| CD4 | CD4                                | CD4     |
| Nr  | Tytuł utworu                       | Długość |
| --- | ---------------------------------- | ------- |
| 1.  | „Message to Love”                  | 3:35    |
| 2.  | „Earth Blues”                      | 4:08    |
| 3.  | „Astro Man”                        | 4:11    |
| 4.  | „Country Blues”                    | 8:27    |
| 5.  | „Freedom”                          | 3:52    |
| 6.  | „Johnny B. Goode” (Berry)          | 4:46    |
| 7.  | „Lover Man”                        | 2:57    |
| 8.  | „Blue Suede Shoes” (Perkins)       | 4:28    |
| 9.  | „Cherokee Mist”                    | 6:02    |
| 10. | „Come Down Hard on Me”             | 3:18    |
| 11. | „Hey Baby/In from the Storm”       | 8:56    |
| 12. | „Ezy Ryder”                        | 3:43    |
| 13. | „Night Bird Flying”                | 4:24    |
| 14. | „All Along the Watchtower” (Dylan) | 4:22    |
| 15. | „In from the Storm”                | 4:21    |
| 16. | „Slow Blues”                       | 1:46    |
|     |                                    | 1:13:16 |

## Twórcy
- Jimi Hendrix – gitara, śpiew
- Mitch Mitchell – perkusja
- Noel Redding – gitara basowa
- Billy Cox – gitara basowa CD3 (10) i CD4 (wszystkie utwory)
- Buddy Miles – perkusja CD4 (1, 2, 3, 4)

## Źródła
- Dave Marsh, The Jimi Hendrix Experience, wyd. 4CD + DVD, książeczka, MCA Records, Experience Hendrix, 2003 (ang.). Brak numerów stron w książce
- Sean Westergaard: The Jimi Hendrix Experience. AllMusic. [dostęp 2021-02-15]. [zarchiwizowane z tego adresu (2021-02-15)]. (ang.).